# Heinrich von Bünau
Pour les articles homonymes, voir Bünau.
Le comte Heinrich von Bünau (ou en français : Henri, Comte de Bünau, ou Bunau), né le 2 juin 1697 à Weissenfels et mort le 7 avril 1762 à Ossmannstedt, est un homme d'État et historien allemand.

## Biographie
Heinrich von Bünau (de) est conseiller personnel de l'électeur de Saxe, roi de Pologne (Auguste III de Pologne), et s'acquitta avec succès de plusieurs missions diplomatiques.
Il possédait une riche bibliothèque au château de Nöthnitz qui fait partie de la bibliothèque de Dresde[Laquelle ?][pas clair]. Il fut le protecteur de Johann Joachim Winckelmann.
En 1733, il est envoyé de Saxe à Londres.

## Publications
- Probe einer genauer und umständlichen Teutschen Kayser- und Reichshistorie oder Leben und Thaten Friedrichs I. Römischen Kaysers (1722)
- Genaue und umständliche teutsche Kayser- und Reichshistorie aus den bewährtesten Geschichtsschreibern und Urkunden zusammengetragen en 4 volumes (Leipzig, 1728–1743) (Histoire des empereurs et de l'Empire d'Allemagne)
- Historie des Kriegs zwischen Frankreich, England und Teutschland en 4 volumes (1763–1767) (Histoire de la guerre de Sept Ans)